# Bouffée délirante
A bouffée délirante (BD) é uma perturbação psicótica aguda e transitória. É um termo de diagnóstico psiquiátrico exclusivamente francês com uma longa história na França e em vários países de língua francesa: Caraíbas, Haiti, Guadalupe, Antilhas e África francófona. O termo BD foi originalmente cunhado e descrito por Valentin Magnan (1835-1916), caiu em relativo desuso e mais tarde foi revivido por Henri Ey (1900-1977).

## Terminologia
A palavra francesa bouffée é frequentemente traduzida como um sopro, mas também pode significar um flash, pressa ou onda. Chabrol traduz a palavra délirante como 'delirante'. Outras definições comuns de dicionário incluem significados menos úteis, como 'louco ou incoerente'. Uma tradução inglesa razoável do termo bouffée délirante é 'delusional flash' (flash delirante).

## Descrição
A bouffée délirante é "uma psicose não orgânica aguda e breve que normalmente se apresenta com um início repentino de delírios e alucinações totalmente formados e tematicamente variáveis contra um fundo de algum grau de turvação da consciência, afeto instável e flutuante e recuperação espontânea com alguma probabilidade de recaída." Os seguintes critérios foram sugeridos para um diagnóstico de BD: a) início abrupto, b) delírios polimórficos, mudanças emocionais, alterações de humor, despersonalização, desrealização e/ou alucinações, c) remissão completa em semanas ou alguns meses, d) exclusão de causalidade orgânica, uso de álcool ou drogas; e) sem antecedentes psiquiátricos, com exceção de episódios anteriores de bouffée délirante. Pesquisadores académicos americanos propuseram a seguinte definição em 2011: "O conceito francês de bouffée délirante refere-se a condições com um início súbito marcado por delírios proeminentes com alucinações, confusão, ansiedade e sintomas afetivos. Os sintomas variam rapidamente, talvez até em horas, e há um rápido retorno ao estado de saúde pré-mórbido." Uma autoridade frequentemente citada na BD, P. Pichot (Hôpital Sainte Anne, Paris) fornece esta descrição da BD:
1. início repentino: 'do nada'
2. delírios múltiplos sem estrutura reconhecível e coesão com/sem alucinações
3. turvação da consciência associada à instabilidade emocional
4. ausência de sinais físicos.
5. retorno rápido ao nível pré-mórbido de funcionamento.[9]

Os critérios de Pichot podem ser refinados ainda mais com estas características clínicas típicas:
- idade: geralmente entre os 20 e 40 anos de idade
- início: agudo sem histórico de doença mental anterior (com exceção de episódios anteriores de bouffée délirante)
- historial passado: nenhum distúrbio mental crónico após o fim do episódio de TB.
- sintomas típicos: delírios e/ou alucinações de qualquer tipo. Despersonalização/desrealização e/ou confusão
- depressão e/ou euforia
- sintomas bastante variáveis de dia para dia e até de hora a hora.
- não devido a álcool, uso de drogas ou a uma perturbação mental orgânica.[10]

## Classificação formal
Em 1968, a classificação da organização nacional francesa INSERM (Institut National de la Santé et de la Recherche Médicale) de doença mental referenciou dois tipos de BD na sua categoria 'psicoses delirantes agudas e estados confusionais'. A bouffée délirante reativa e a bouffée délirante (tipo de Magnan). Este esquema de classificação foi amplamente substituído pelos dois sistemas nosológicos discutidos abaixo.
A 10ª edição da Classificação Internacional de Doenças: versão de 2019 (CID-10, CIM-10 en français) da Organização Mundial da Saúde, lista a BD na subentrada "Bouffée délirante sem sintomas de esquizofrenia ou não especificado" sob o código de diagnóstico F23: Agudo e na subseção de Perturbações Psicóticas Transientes, F23.0: Perturbação psicótica polimórfica aguda sem sintomas de esquizofrenia. É provável que o uso do termo BD na psiquiatria clínica francesa diminua ainda mais com a implementação proposta de 2022 da CID-11 (que foi lançada em maio de 2019.) Em contraste com a CID-10, o termo BD não aparece em nenhuma parte da CID-11. A correspondência clínica mais próxima para a BD na CID-11 é o código 6A23, 'Perturbação psicótica aguda e transitória', que é definido como " ... início agudo de sintomas psicóticos que surgem sem um pródromo e atingem a sua gravidade máxima em duas semanas. Os sintomas podem incluir delírios, alucinações, desorganização dos processos do pensamento, perplexidade ou confusão e distúrbios do afeto e humor. Podem estar presentes distúrbios psicomotores, como a catatonia. Os sintomas geralmente mudam rapidamente, tanto em natureza quanto em intensidade, de um dia para o outro ou mesmo num único dia. A duração do episódio não excede 3 meses e, mais commumente, dura de alguns dias a 1 mês. Os sintomas não são uma manifestação de outra condição de saúde (por exemplo, um tumor cerebral) e não são devidos ao efeito de uma substância ou medicamento no sistema nervoso central (por exemplo, corticosteroides), incluindo abstinência (por exemplo, abstinência de álcool)."
A categoria diagnóstica da perturbação psicótica breve do Manual Diagnóstico e Estatístico de Transtornos Mentais, 5ª edição (DSM-5) é provavelmente o análogo mais próximo da BD. O termo francês BD não é mencionado em nenhum lugar no DSM-5.

## Incidência
A frequência do diagnóstico de BD em hospitais franceses vem diminuindo devido à ampla aceitação de sistemas de classificação internacionais, como o CID-10 e o DSM-5. No entanto, o diagnóstico de BD foi usado recentemente, em 2019, no Le Groupe Hospitalier Universitaire Paris psiquiatria e neurociências (GHU Paris), Maison Blanche Bichat XVIII. Estimativas mais antigas da incidência de BD em hospitalizações psiquiátricas variavam entre os 1 a 5%. As revisões de admissão psiquiátrica mostram que 2 a 7% dos primeiros episódios psicóticos são devidos a uma perturbação psicótica breve; aqui servindo como um diagnóstico substituto para BD. Alguns autores afirmam que a categoria diagnóstica de BD pode ser eliminada porque pode ser totalmente integrada ao 'subgrupo polimórfico de perturbações psicóticas agudas e transitórias' da CID-10.

## Tratamento
Não há diretrizes publicadas atualmente na literatura psiquiátrica de língua inglesa que discuta o tratamento da BD. Um caso de 2019 de BD da GHU Paris tratou o paciente com largactil (clorpromazina). Supondo que a PPB seja um diagnóstico equivalente, o tratamento depende da gravidade do episódio. Os pacientes levemente afetados podem receber tratamento de suporte e observação com terapia ambulatória adicional. A doença mais grave pode exigir hospitalização e tratamento farmacológico com benzodiazepínicos e/ou medicamentos antipsicóticos, por exemplo: risperidona, embora nenhum ensaio clínico tenha examinado a eficácia da terapia para PPB.

## Prognóstico
É difícil estabelecer firmemente o prognóstico de pacientes com um primeiro episódio de BD no que diz respeito à progressão para outra doença psiquiátrica ou recaída para outro episódio psicótico. Isso deve-se ao fato de estudos de acompanhamento de alta qualidade de grandes coortes de pacientes com BD não estão disponíveis, em parte devido à natureza incomum da doença e à falta de padronização dos métodos diagnósticos. Os investigadores que tentaram definir o prognóstico na BD usaram dados de condições semelhantes, ou seja, perturbação psicótica aguda transitória (PPAT) e perturbação psicótica breve (PPB). Uma meta-análise envolvendo 11.000 pacientes estimou a taxa de episódios psicóticos recorrentes em pacientes com PPAT e PPB foi de 51% em 30 meses em comparação com pacientes com esquizofrenia no primeiro episódio que tiveram uma taxa de recorrência de 84% em 36 meses. Conforme sugerido pelas várias definições de BD discutidas acima, a recuperação rápida e o retorno ao nível pré-mórbido de função são esperados, embora faltem dados quantitativos.

## Sociedade
Doenças psiquiátricas comparáveis à BD francês podem ser vistas na psicose ciclóide em países de língua alemã e na psicose psicogénica na Escandinávia. Argumentou-se que as psicoses agudas e transitórias são mais comuns nas populações africanas e afro-caribenhas e podem ser atribuídas a fatores socioculturais. Isso levou ao termo "síndrome ligada à cultura". Deve-se enfatizar que o termo BD é muito anterior a qualquer uso sociocultural, étnico ou regional. As nuances africanas e caribenhas do diagnóstico e da apresentação da BD foram amplamente revisadas por Henry MB Murphy. Observe que o DSM-5 não usa o termo ligado à cultura e o termo BD não está listado no "Glossário de Conceitos Culturais de Angústia" no DSM-5.

## Resumo
A BD é uma perturbação psicótica de curta duração, geralmente considerada de prognóstico relativamente bom. O diagnóstico passou por inúmeras mudanças e reavaliações desde a sua descrição por Magnan em 1886. Embora tenha sido substituído por uma terminologia mais reconhecida internacionalmente, a BD como uma categoria de diagnóstico ainda está em uso na França e em outros países de língua francesa.